# Lilla Armenien

Kilikiska Armenien.

Armeniska Kilikiens vapen under huset Lusignan.

Lilla Armenien, Mindre Armenien, Armeniska furstendömet Armenien, Nya Armenien eller Kilikiska Armenien, var ett historiskt rike i Kilikien, nuvarande sydvästra Turkiet, som existerade mellan 1080 och 1375.

## Historia
Riket grundades av armenier som flydde seldjukernas erövring av Bagratidernas Armenien (885–1044) under ledning av rubenidernas dynasti. De bildade ett nytt rike i Kilikien, ett område som redan hade en omfattande armenisk befolkning. Monarkin var initialt ett furstendöme, men blev 1198 ett kungadöme. Det regerades först av rubeniderna, hethumiderna och slutligen av huset Lusignan. 
Lilla Armenien var en betydelsefull allierad till de kristna korsfararstaterna i Mellanöstern (1098–1291) och såg sig själv som en bastion för kristendomen i Mellanöstern, en syn som delvis delades av korsfararstaterna. Lilla Armenien influerades starkt av den västeuropeiska kulturen genom kontakten med korsfararna och tillägnade sig franska titlar, feodalism, dräktmode och hövisk trubadurkultur. 
Det armeniska Kilikien var en viktig anhalt under korstågen:
"Bland de goda gärningar som det armeniska folket har utfört gentemot kyrkan och den kristna världen bör speciellt framhållas att på den tiden då de kristna prinsarna och krigarna gick för att återta det heliga landet kom inget annat folk eller annan nation med samma entusiasm, glädje och tro till deras assistans som armenierna, som försåg korsriddarna med hästar, förnödenheter och vägledning. Armenierna hjälpte dessa krigare med sitt yttersta mod och lojalitet under de heliga krigen." Påven Gregorius XIII, (Ecclesia Romana, 1584)
Kilikien kom också att spela en viktig roll i handeln mellan öst och väst och i synnerhet då motsättningarna mellan de påvestyrda kristna stater och den islamiska världen förvärrades. Vid det bördiga jordbrukslandskapet vid havet gick en landsväg som band ihop städerna Mersin, Tarsus (Tarsa), Adana (Adanija), Mopsuestia (Missis). Den venetianske köpmannen och upptäcktsresanden Marco Polo landsteg 1271 i den viktiga hamnstaden Lajazzo för att börja sin berömda resa på sidenvägen till Kina. 
Under korsfararstaternas nedgångsperiod allierade sig Armenien istället med det mongoliska Ilkhanatet. När korsfararstaterna och sedan det mongoliska Ilkhanatet gick under hamnade riket i en alltmer trängd situation mot de muslimska staterna i Mellanöstern och utsattes för upprepade attacker från Mamluksultanatet. År 1375 besegrades kungadömet av den egyptiska sultanen, och den armeniska kungen Levon VI av huset Lusignan avsattes. Han skulle bli den sista armeniska kungen. Kung Levon VI dog i Paris 1393, där han ligger begravd i klosterkyrkan Saint-Denis. Många armenier, särskilt den västinfluerade överklassen, flydde till Cypern. Kilikien erövrades av de osmanska turkarna under 1500-talet och tillhörde det Osmanska riket ända fram till 1923 då Turkiet bildades. 